# 蕭敷
永阳昭王萧敷（461年—497年9月18日），字仲达，梁文帝萧顺之第二子，梁武帝萧衍之兄，母为文獻皇后張尚柔。
萧敷仕齐，历任后军长沙王行参军、太子舍人、太子洗马、南海王友、丹杨尹丞、太子中舍人、建威将军隋郡内史、寧朔將軍隋郡内史、後軍庐陵王谘议参军。建武四年八月六日（497年9月18日），萧敷去世，享年三十七岁。
天监元年四月八日（502年4月30日），萧衍建立梁朝，追赠萧敷侍中、司空，追封永阳郡王，食邑二千户，谥曰昭王。

## 家庭
- 妻：永阳敬太妃王氏（462年-520年），王导七世孙，祖王粹，给事黄门侍郎。父王俨，左将军司马、寿阳内史。梁天监二年册拜为太妃。以普通元年十一月九日（520年12月4日）薨，年五十九。
- 子：永阳恭王萧伯遊
- 孙：永阳王萧隆

## 延伸阅读
[在维基数据编辑]
 《南史·卷51》，出自李延壽《南史》